# Summer Carnival
『Summer Carnival』（サマーカーニヴァル）は、テレビアニメ『愛天使伝説ウェディングピーチ』のCDコレクションVol.3、4大スペシャルソングとサウンドドラマを収録されている。1996年7月26日にコロムビアミュージックエンタテインメントより発売。

## 解説
- OVA『ウェディングピーチDX』のオープニングテーマとエンディングテーマを収録。

## 収録曲目
1. Merry Angel
  - 作詞：佐藤ありす、作曲・編曲：斎藤かんじ、歌：FURIL（氷上恭子・宮村優子・野上ゆかな・今井由香）
  - OVA『ウェディングピーチDX』オープニングテーマ
2. 恋はプリズム
  - 作詞：中島えりな、作曲・編曲：斎藤かんじ、歌：氷上恭子
  - OVA『ウェディングピーチDX』挿入歌
3. だって、恋だもん♥
  - 作詞：RISA、作曲：斎藤かんじ、編曲：山本はるきち、歌：三石琴乃
4. Sweet Little Love
  - 作詞：佐藤ありす、作曲・編曲：山本はるきち、歌：FURIL'（氷上恭子・宮村優子・野上ゆかな・今井由香）
  - OVA『ウェディングピーチDX』エンディングテーマ
5. サウンドドラマ『真夏の夜のミステリー』

## スタッフ

### 音楽スタッフ
- 作詞

佐藤ありす（1・4）
中島えりな（2）
RISA（3）
- 作曲

斎藤かんじ（1・2・3）
山本はるきち（4）
- 編曲

斎藤かんじ（1・2）
山本はるきち（3・4）
- 歌

FURIL'（氷上恭子・三石琴乃）
- キダー

中村康彦（1）
首藤高広（2）
山本一郎（3・4）
- コーラス

中島えりな（2）
- エンジニア

滝沢おさむ
- アシスタント・エンジニア

重光秀樹、新沼健一郎
- プロデューサー&ティレクター

原田宗一郎
- 録音

KSSスタジオ

### サウンドドラマスタッフ
- 監修：富田祐弘
- 音響監督：三間雅文
- 脚本：園田英樹
- 音楽：神津裕之
- 調整：蝦名恭範
- 効果：小山健二
- 音響担当：塚添政宏
- プロデューサー：横山光則
- 宣伝担当：青山洋子
- アートティレクション：森田和惠
- ジャケット原画：渡辺真由美